# Мишън Виехо (град, Калифорния)
Мишън Виехо (на английски: Mission Viejo) е град в окръг Ориндж, щата Калифорния, САЩ.
Мишън Виехо е с население от 100242 жители (01/01/09) и обща площ от 49,3 km². Намира се на 121 m надморска височина. ЗИП кодовете му са 92690, 92691, 92692, 92694, а телефонният му код е 949.